# Fresnes, Val-de-Marne
Fresnes là một xã trong vùng đô thị Paris, thuộc tỉnh Val-de-Marne, vùng hành chính Île-de-France của nước Pháp, có dân số là 25.213 người (thời điểm 1999).